# Hervormde kerk (Hank)
De Hervormde kerk is een voormalig protestants kerkgebouw in de tot de Noord-Brabantse gemeente Altena behorende plaats Hank, gelegen aann de Buitenkade 13, in de buurtschap Vierbannen.

## Geschiedenis
Het kerkje werd gebouwd in 1903 toen de hervormde gemeente, voordien bijeenkomend in Dussen, een zelfstandige gemeente werd. In 1967 en 1981 werd het kerkje nog verbouwd. Omdat het aantal kerkgangers terugliep moest het kerkje worden gesloten en dit geschiedde in 2012. Sindsdien gaan de hervormden weer ter kerke in Dussen.

## Gebouw
Het betreft een eenvoudig kerkje schuurkerkje onder zadeldak, met een voorportaal en een dakruiter die in 1981 werd geplaatst. De kerk had 135 zitplaatsen.